# L.H. Musgrove
L.H. Musgrove (Ukendt – hængt 23. november 1868) var en lovløs forbryder i Det Vilde Vesten i USA. Han var født i Como i Panola County i det nordvestlige Mississippi. Han flyttede i de tidlige 1850'ere til den sydlige del af USA, hvor han gik med på "goldrush" i Californien. Efter han var blevet arresteret for et mord i Fort Halleck, blev han taget til fange i Denver i Colorado, hvor fra det lykkes ham at flygte. Han blev senere i samme by hængt af en vred folkemasse. Han skulle efter sigende have myrdet syv personer.